# Aiden Starr
Aiden Starr (New Milford, Nueva Jersey; 27 de agosto de 1979) es una actriz pornográfica nacida en los Estados Unidos. En el 2009 ganó el premio AVN a la Mejor escena de trío lésbico por la película Belladonna's Girl Train.
Su debut como actriz fue en 2006, con la cinta Jake Malone's POV.
En 2018 fue incluida en el Salón de la fama de AVN.

## Premios y nominaciones
| Año  | Ceremonia         | Resultado | Premio                                  | Trabajo                                 |
| ---- | ----------------- | --------- | --------------------------------------- | --------------------------------------- |
| 2008 | Premios AVN       | Nominada  | Mejor Escena de Sexo en Grupo.          | Upload.                                 |
| 2009 | Premios AVN       | Nominada  | Mejor Escena de Sexo Lésbico en Grupo.  | Bree's Slumber Party.                   |
| 2009 | Premios AVN       | Ganadora  | Mejor Escena de Trío Lésbico            | Belladonna's Girl Train.                |
| 2010 | Premios AVN       | Nominada  | Mejor Escena de Sexo Lésbico en Grupo.  | Lesbian Hospital 2: Her First Exam.     |
| 2013 | Premios AVN       | Nominada  | Artista Femenina no Reconocida del Año. | Artista Femenina no Reconocida del Año. |
| 2013 | Sex Awards        | Nominada  | Estrella Porno del Año.                 | Estrella Porno del Año.                 |
| 2013 | Premios XRCO      | Nominada  | Sirena Olvidada del Año.                | Sirena Olvidada del Año.                |
| 2014 | Premios AVN       | Nominada  | Mejor Escena de Sexo Escandaloso.       | Fluid.                                  |
| 2014 | Premios AVN       | Nominada  | Mejor Escena de Sexo en Grupo.          | Orgy University.                        |
| 2015 | Premios AVN       | Nominada  | Mejor Actriz de Reparto.                | Pornocopia.                             |
| 2015 | Premios AVN       | Nominada  | Mejor Escena de Sexo Escandaloso.       | Treacherous.                            |
| 2015 | Premios AVN       | Nominada  | Fan: Artista Más Extravagante.          | Fan: Artista Más Extravagante.          |
| 2015 | Spank Bank Awards | Nominada  | Mejores Manos.                          | —                                       |
| 2015 | Spank Bank Awards | Nominada  | Fetish Virtuosa del Año.                | Fetish Virtuosa del Año.                |
| 2015 | Spank Bank Awards | Nominada  | Princesa Come Vaginas del Año.          | Princesa Come Vaginas del Año.          |
| 2016 | Premios AVN       | Nominada  | Fan: Mejores Senos.                     | Fan: Mejores Senos.                     |
| 2016 | Spank Bank Awards | Nominada  | Titiretera del Año.                     | Titiretera del Año.                     |
| 2017 | Premios AVN       | Nominada  | Mejor Escena de Sexo Escandaloso.       | Horny Cuckold Bitches.                  |
| 2017 | Spank Bank Awards | Nominada  | Titiritera del Año.                     | —                                       |
| 2017 | Spank Bank Awards | Nominada  | Domo Soberano del Año.                  | Domo Soberano del Año.                  |
| 2018 | Spank Bank Awards | Nominada  | Titiritera del Año.                     | Titiritera del Año.                     |
| 2018 | Spank Bank Awards | Nominada  | Domo Soberano del Año.                  | Domo Soberano del Año.                  |